# North Stoneham
Pour les articles homonymes, voir Stoneham (homonymie).
North Stoneham est un village du Hampshire, en Angleterre. Il est situé dans le sud du comté, entre les villes d'Eastleigh et Southampton. Administrativement, il relève de la paroisse civile d'Eastleigh.

## Histoire
La première mention de North Stoneham dans les sources écrites figure dans une charte du roi Æthelstan. Dressée le 24 décembre 932, elle enregistre une donation de 12 hides à un thegn nommé Alfred, qui s'engage en échange à nourrir tous les jours 120 pauvres,.
Le Domesday Book indique que le manoir de Stoneham compte 48 habitants en 1086. Il appartient à l'abbaye Saint-Pierre de Winchester, qui en était déjà propriétaire avant la conquête normande de l'Angleterre.
L'abbaye de Hyde, héritière de l'abbaye Saint-Pierre de Winchester, disparaît en 1539 dans le cadre de la dissolution des monastères ordonnée par le roi Henri VIII. Le domaine de North Stoneham est acquis par l'un de ses favoris, le comte de Southampton Thomas Wriothesley. Son petit-fils Henry Wriothesley le vend à Thomas Fleming, chez les descendants duquel il se transmet par la suite.
La paroisse civile de North Stoneham, héritière de l'ancienne paroisse ecclésiastique, est amputée d'une partie de son territoire en 1920 pour créer la nouvelle paroisse civile de Southampton St Nicholas. Elle est abolie en 1932 et partagée entre les paroisses civiles de Chilworth et Eastleigh.

## Démographie
| 1801 | 1811 | 1821 | 1831 | 1841 |
| ---- | ---- | ---- | ---- | ---- |
| 675  | 662  | 750  | 766  | 871  |

| 1851 | 1881  | 1891  | 1901  | 1911  |
| ---- | ----- | ----- | ----- | ----- |
| 726  | 1 358 | 1 569 | 1 600 | 1 962 |

| 1921 | 1931 | - | - | - |
| ---- | ---- | - | - | - |
| 352  | 700  | - | - | - |

## Culture locale et patrimoine

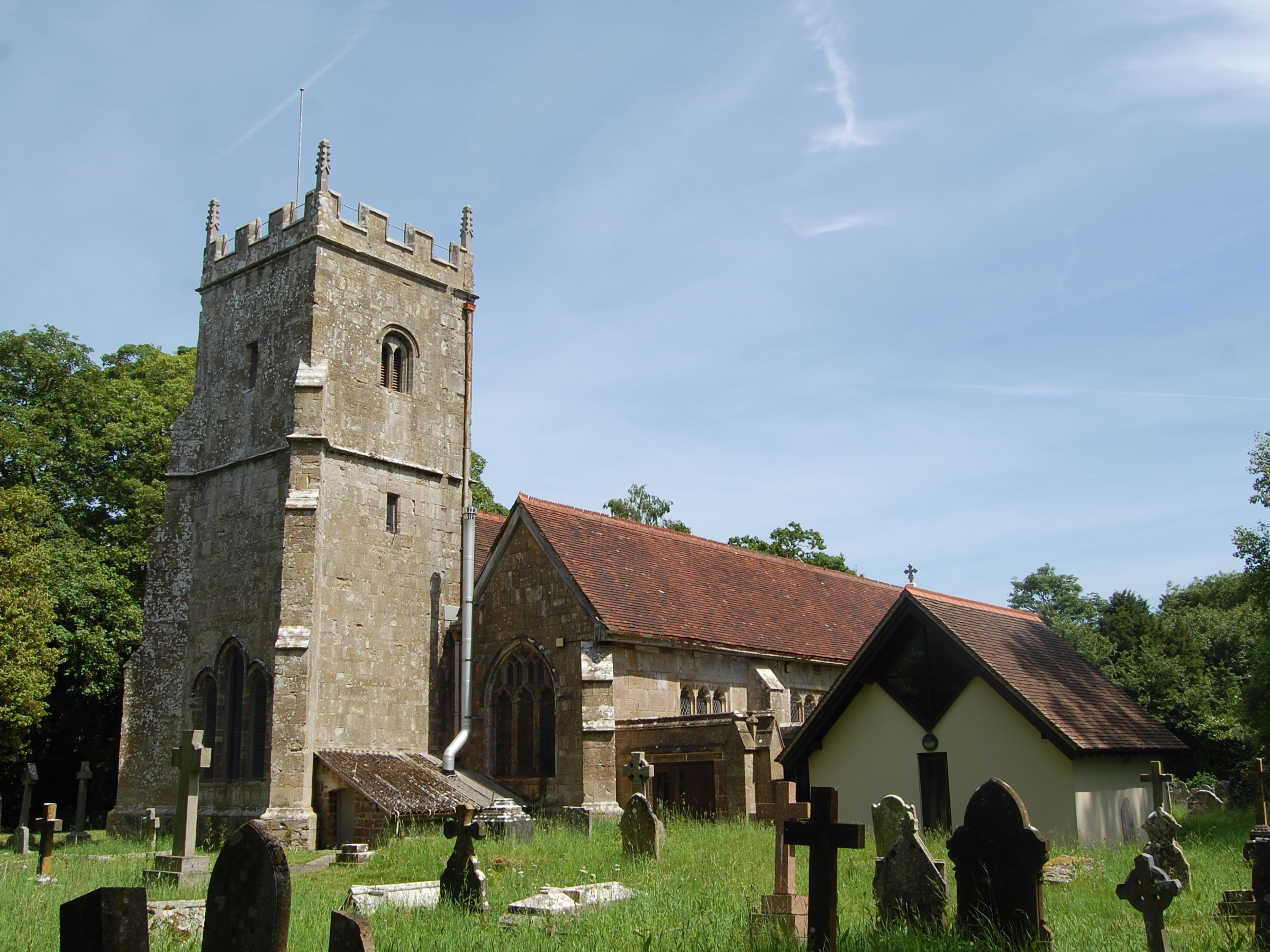
L'église Saint-Nicolas.

L'église de North Stoneham est dédiée à saint Nicolas. D'origine médiévale, elle a été reconstruite vers 1600 et restaurée à deux reprises au XIXe siècle. C'est un monument classé de grade II* depuis 1953.